# 白嶺賞
白嶺賞（はくれいしょう）は、岩手県競馬組合が水沢競馬場で施行する地方競馬の重賞競走である。正式名称は「橋市杯 白嶺賞」。

## 概要
1992年に水沢競馬場にて古馬による特別競走として創設。創設時から2019年まではダート1600mの距離で施行された。なお、1月開催の際は「新春杯白嶺賞」という名称であった。
2002年の第12回開催より12月の開催に移設（2004年のみ11月開催）。
2012年より重賞競走に格上げされ、2016年には重賞格付け制度導入によりM3に格付けされた。なお、2016年と2020年は雪のため中止となっている。
2021年と2022年は行われなかったが、2023年度に4歳以上によるダート1400mの重賞競走として復活することとなった。同年度は2024年3月に施行され、レース名称は「橋市杯 白嶺賞」となった。

### 条件・賞金等（2025年）
出走条件
サラブレッド系4歳以上オープン、岩手所属
負担重量
別定。56kg（牝馬2kg減）を基本に格付賞金2000万円以上の馬は1kg負担増となる。
賞金等
賞金額は1着350万円、2着122万5000円、3着70万円、4着45万5000円、5着24万5000円で、着外手当は3万5000円。
副賞
橋市賞、奥州市長賞、開催執務委員長賞

## 歴代優勝馬
重賞に昇格した2012年以降。全て水沢競馬場ダートコースで施行。
| 回数   | 施行日         | 距離  | 優勝馬             | 性齢 | 所属 | タイム | 優勝騎手 | 管理調教師 | 馬主       |
| ------ | -------------- | ----- | ------------------ | ---- | ---- | ------ | -------- | ---------- | ---------- |
| 第22回 | 2012年12月22日 | 1600m | クレムリンエッグ   | 牡7  | 水沢 | 1:40.5 | 坂口裕一 | 村上昌幸   | 大黒富美子 |
| 第23回 | 2013年12月22日 | 1600m | ドリームクラフト   | 牡7  | 盛岡 | 1:40.9 | 陶文峰   | 平澤芳三   | 松田敬一   |
| 第24回 | 2014年12月21日 | 1600m | ライズライン       | 牡3  | 水沢 | 1:39.2 | 村上忍   | 千葉幸喜   | 大久保和夫 |
| 第25回 | 2015年12月19日 | 1600m | ワットロンクン     | 牡4  | 水沢 | 1:41.6 | 村上忍   | 千葉幸喜   | 大久保和夫 |
| 第26回 | 2017年12月16日 | 1600m | イーグルカザン     | 牡9  | 盛岡 | 1:40.8 | 大坪慎   | 橘友和     | 石川秀守   |
| 第27回 | 2018年12月17日 | 1600m | ロジストーム       | 牡5  | 水沢 | 1:39.8 | 村上忍   | 千葉幸喜   | 岩渕瑞生   |
| 第28回 | 2019年12月16日 | 1600m | エンパイアペガサス | 牡6  | 水沢 | 1:42.0 | 坂口裕一 | 佐藤祐司   | 佐藤信廣   |
| 第29回 | 2020年         | 中止  | 中止               | 中止 | 中止 | 中止   | 中止     | 中止       | 中止       |
| 第30回 | 2024年3月31日  | 1400m | ゴールデンヒーラー | 牝6  | 水沢 | 1:26.2 | 山本聡哉 | 佐藤祐司   | 平賀敏男   |
| 第31回 | 2025年3月30日  | 1400m | スターシューター   | 牡7  | 盛岡 | 1:27.7 | 高松亮   | 櫻田浩樹   | 山本武司   |

#### 各回競走結果の出典
- 白嶺賞 歴代優勝馬 - 地方競馬全国協会
- JBISサーチ
  - 2012年，2013年，2014年，2015年，2017年，2018年，2019年，2024年，2025年